# 根羽村
根羽村（日语：／ Neba mura */?）是長野縣西南端，與岐阜縣・愛知縣鄰接的一村。